# هارام
هارام (به لاتین: Haram, Norway) یک شهرستان نروژ در نروژ است که در مور او رومسدال واقع شده‌است.

## خصوصیات
هارام ۲۶۰٫۵۸ کیلومترمربع مساحت و ۹٬۰۲۰ نفر جمعیت دارد.

## نگارخانه

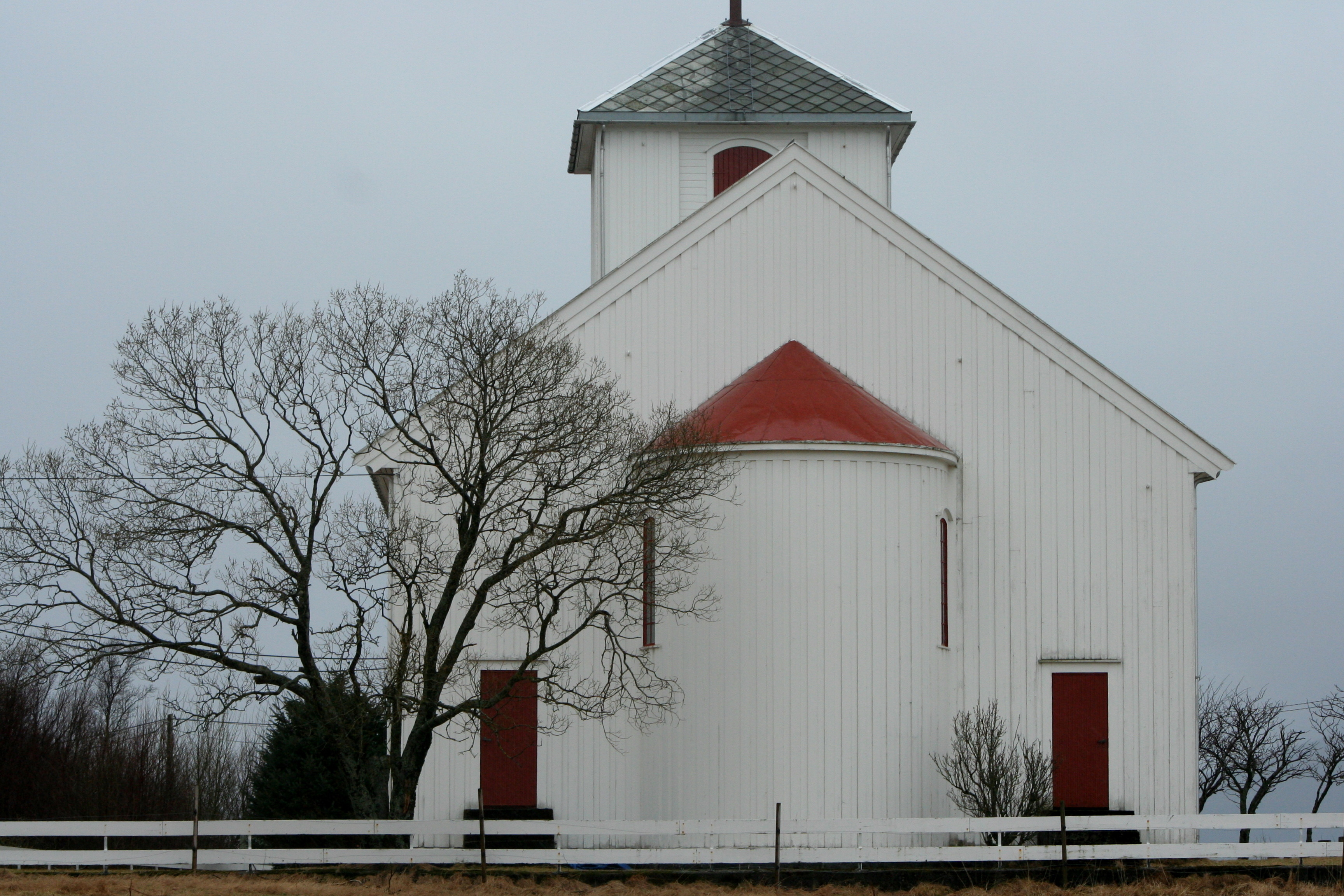
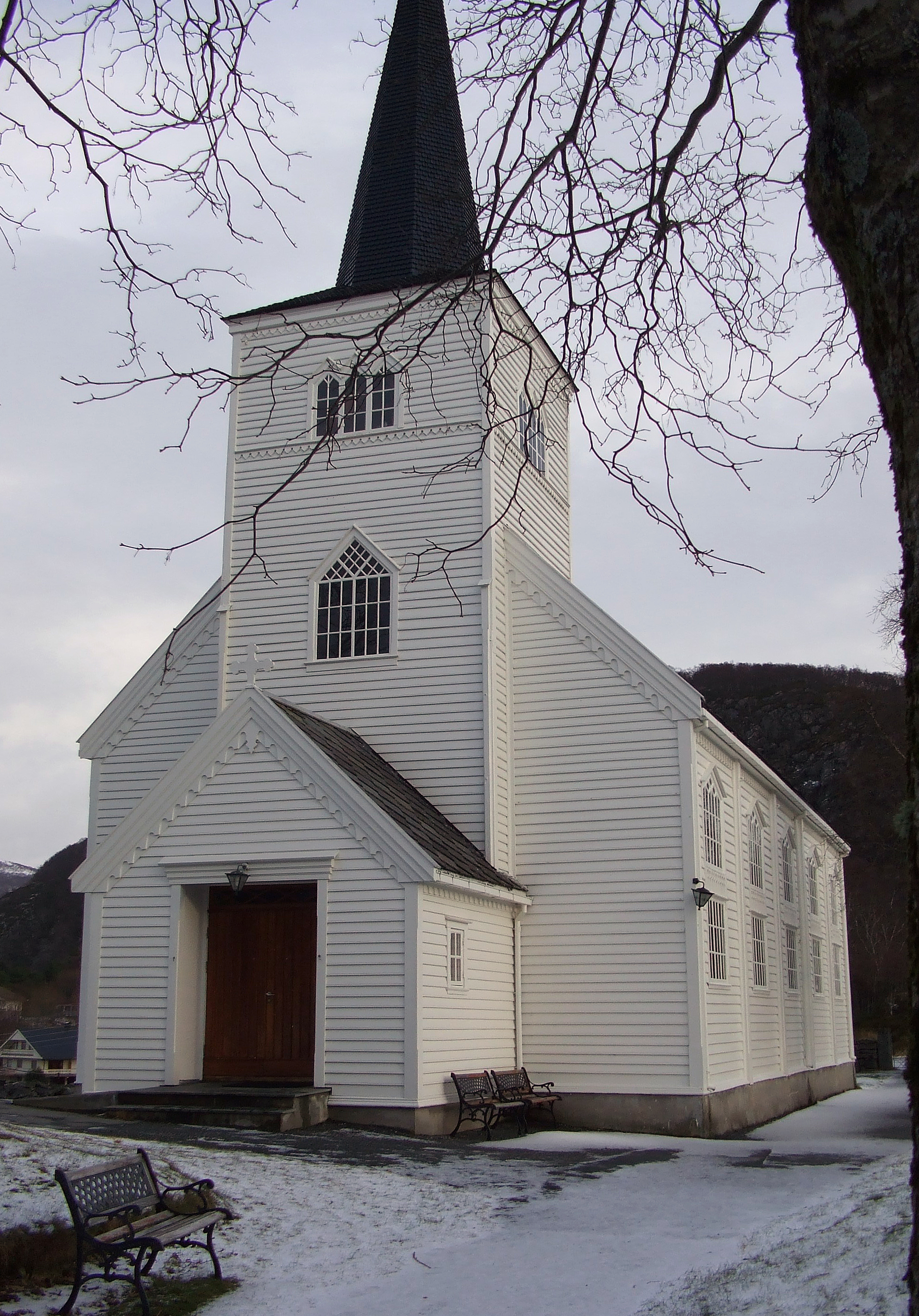
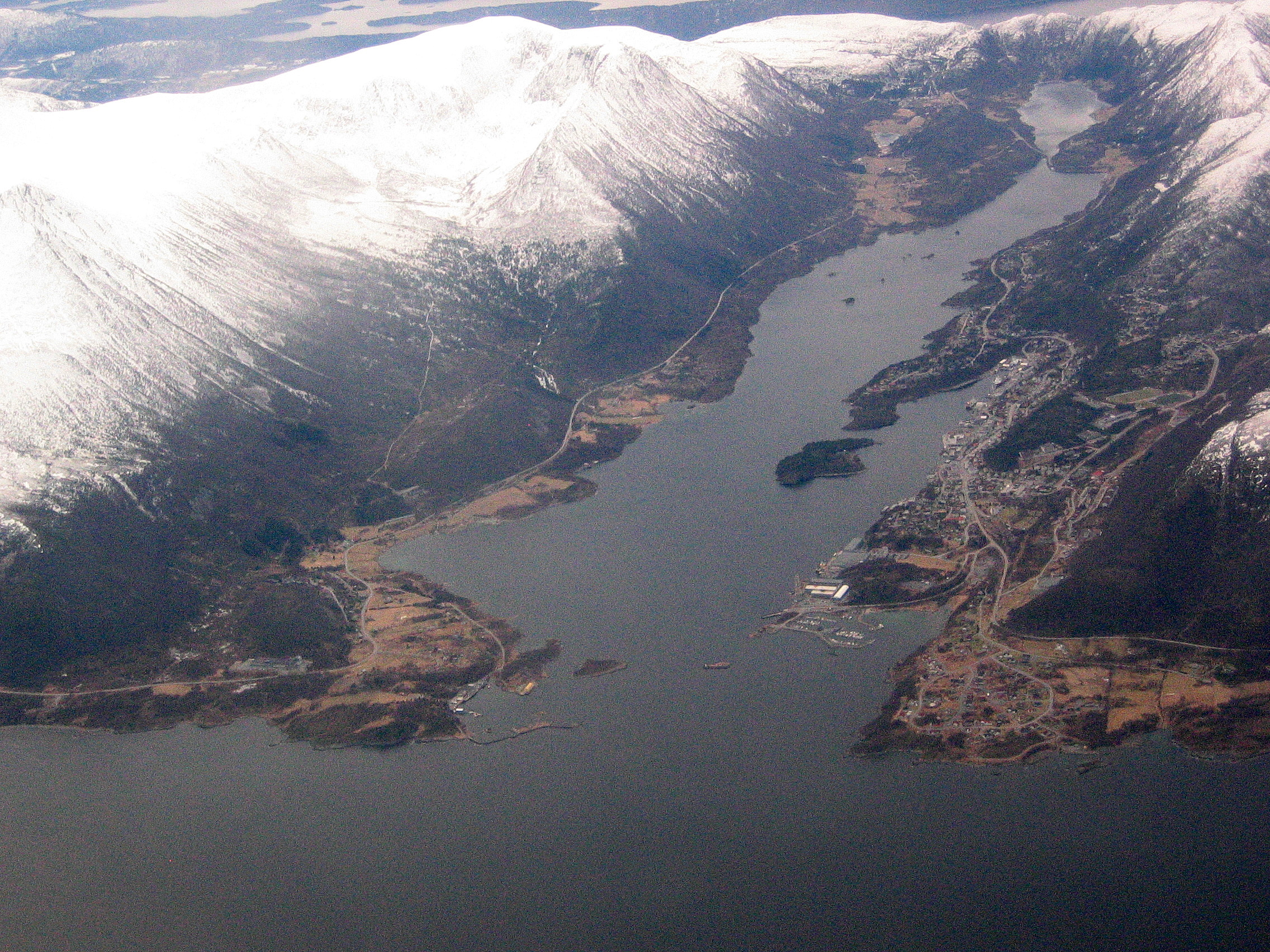
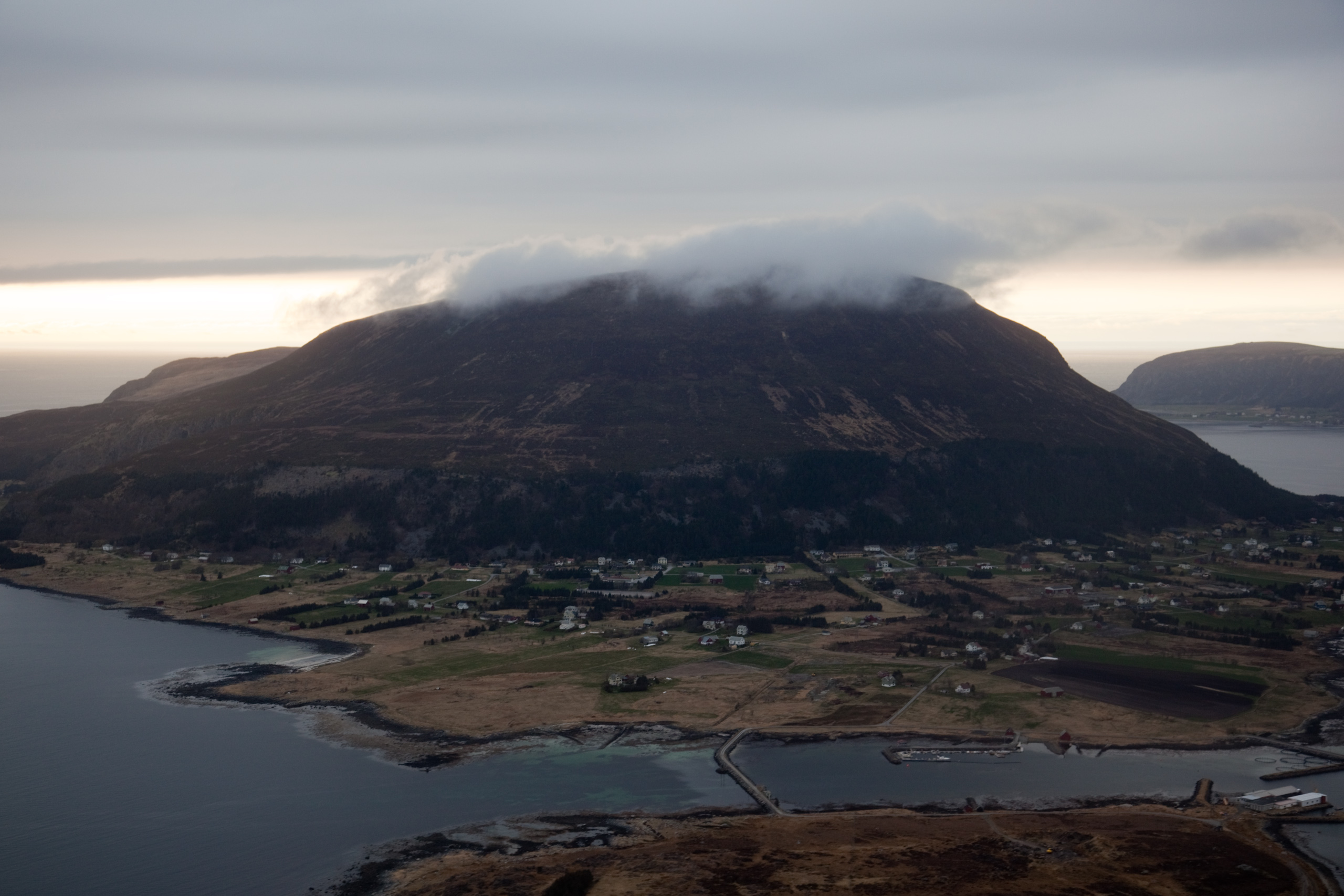